# Newberry Plaza
Newberry Plaza is een wolkenkrabber in Chicago, Verenigde Staten. Het gebouw staat op 1000-1050 North State Street. De bouw van de woontoren werd in 1974 voltooid.

## Ontwerp
Newberry Plaza is 168,56 meter hoog en telt 53 verdiepingen. Het is door Gordon and Levin in modernistische stijl ontworpen en heeft een gevel van beton.
De bovenste dertien verdiepingen van het gebouw zijn iets breder dan de rest van de toren. Bij de voltooiing was dit het op vijf na hoogste gebouw in de wereld, dat alleen woningen bevatte. Het gebouw bevat onder andere een zwembad, een fitnesscentrum en een zonnedek.